# Kamieniczne
Kamieniczne es un pueblo ubicado en la gmina Biała Podlaska, distrito de Biała Podlaska, voivodato de Lublin, Polonia.

## Superficie
Cuenta con una superficie de 2,640 kilómetros cuadrados.

## Demografía
Hasta 2011 la población era de 33 habitantes, con una densidad de población de 12,50 habitantes por kilómetro cuadrado. Estaba conformada por 17 hombres (51,5%) y 16 mujeres (48,5%), según el censo de la Oficina Central de Estadística.